# Turn It Up Louder
Turn It Up Louder é o relançamento do álbum de estreia da cantora inglesa Pixie Lott, Turn It Up. Inicialmente planejado como um lançamento de Lott para os Estados Unidos, o novo material formou uma coleção distribuída inicialmente no Reino Unido em 18 de outubro de 2010, contando com dez faixas acrescentadas ao disco original.
O relançamento entrou nas tabelas musicais do Reino Unido, da Irlanda e da Coreia do Sul. Ele teve como divulgação a canção lançada como single "Broken Arrow", que atingiu o número doze em território britânico.

## Antecedentes
A cantora inglesa Pixie Lott revelou em 2009 ao jornal Folha de S. Paulo que pretendia lançar seu álbum de estreia, Turn It Up, nos Estados Unidos. No ano seguinte, a faixa "Boys and Girls", segundo single do disco, foi lançada digitalmente pela gravadora Interscope em território estadunidense, onde a nova versão do Turn It Up tinha distribuição prevista para o início de 2011. De acordo com os representantes da artista, a edição para o público dos Estados Unidos sofreria alterações para garantir o sucesso do material, incluindo faixas novas como a colaboração com o cantor local Jason Derulo em "Coming Home", a qual ela afirmou que estaria num relançamento do álbum para o Reino Unido. Em setembro de 2010, foi anunciado pelo Digital Spy detalhes do novo trabalho da cantora: o relançamento de Turn It Up sob o nome Turn It Up Louder com dez faixas acrescentadas às do material original.

## Desempenho nas tabelas musicais
Turn It Up Louder vendeu 15.114 cópias na semana de 30 de outubro de 2010 da tabela musical da Official Charts Company (OCC) do Reino Unido, quando pulou do número 29 ao nove. O desempenho do relançamento combinado ao álbum original marcou 58 semanas consecutivas do Turn It Up entre as 75 primeiras posições da lista e o total de 632.421 unidades até então. Na Irlanda, o álbum estreou no número dezoito da classificação da Irish Recorded Music Association (IRMA) na semana de 21 de outubro e saiu da listagem após sua quinta ocupação nela através do 62.° lugar. Na Coreia do Sul, o Turn It Up Louder estreou na 29.ª colocação da edição internacional Gaon em 2010, retornando à tabela em 2012 no número 74.
| Tabela (2010)                              | Melhor posição |
| ------------------------------------------ | -------------- |
| Coreia do Sul (Gaon) (internacional)       | 29             |
| Irlanda (Irish Recorded Music Association) | 18             |
| Reino Unido (Official Charts Company)      | 9              |

| Tabela (2012)                      | Melhor posição |
| ---------------------------------- | -------------- |
| Coreia do Sul (Gaon) internacional | 74             |

## Singlee outras canções
"Broken Arrow" foi o único single do relançamento Turn It Up Louder, tendo distribuição em 7 de outubro de 2010. A música atingiu o número doze na tabela da OCC e seu vídeo acompanhante foi dirigido por Gregg Masuak. "Coming Home", que conta com a participação de Jason Derulo, seria lançada como o segundo single do álbum, embora Derulo tenha confirmado que regras da gravadora de Lott tenham impedido a distribuição da música. No entanto, a faixa conseguiu chegar ao número 51 no Reino Unido. "Can't Make This Over", que também teve seu lançamento como single cancelado, teve um vídeo dirigido por Elisha Smith-Leverock. "Doing Fine (Without You)" alcançou o número 179 no Reino Unido.

## Lista de faixas
| N.º            | Título                           | Compositor(es)                                                          | Produtor(es)        | Duração |  |
| 1.             | "Mama Do (Uh Oh, Uh Oh)"         | Mads Hauge Phil Thornalley                                              | Hauge Thornalley    | 3:17    |  |
| 2.             | "Cry Me Out"                     | Colin Campsie Hauge Pixie Lott Thornalley                               | Hauge Thornalley    | 4:05    |  |
| 3.             | "Band Aid"                       | Toby Gad Lott                                                           | Gad                 | 3:30    |  |
| 4.             | "Turn It Up"                     | Ruth Anne Cunningham Mich Hansen Jonas Jeberg Lott                      | Cutfather Jeberg    | 3:16    |  |
| 5.             | "Boys and Girls"                 | Hauge Lott Thornalley                                                   | Hauge Thornalley    | 3:03    |  |
| 6.             | "Gravity"                        | Hansen Jeberg Lucas Secon Ina Wroldsen                                  | Cutfather Jeberg    | 3:36    |  |
| 7.             | "My Love"                        | Cunnigham Hansen Jeberg Lott                                            | Cutfather Jeberg    | 3:19    |  |
| 8.             | "Jack"                           | Lott Marion Raven Peter Zizzo                                           | Zizzo               | 3:13    |  |
| 9.             | "Nothing Compares"               | Kaci Brown Gad Lott                                                     | Gad                 | 3:34    |  |
| 10.            | "Here We Go Again"               | Andy Frampton Steve Kipner Lott RedOne                                  | RedOne              | 3:06    |  |
| 11.            | "The Way the World Works"        | Lott Zizzo                                                              | Zizzo               | 3:12    |  |
| 12.            | "Hold Me in Your Arms"           | Ryan Laubscher Lott                                                     | Laubscher           | 3:30    |  |
| 13.            | "Use Somebody"                   | Caleb Followill Jared Followill Matthew Followill Nathan Followill      | Mark Bishop Al Shux | 3:08    |  |
| 14.            | "When Love Takes"                | David Guetta Miriam Nervo Olivia Nervo Frédéric Riesterer Kelly Rowland | Hauge Thornalley    | 3:20    |  |
| 15.            | "Without You"                    | Kara DioGuardi Lott Harvey Mason, Jr. Steve Russell                     | Harvey Mason        | 3:50    |  |
| 16.            | "Rolling Stone"                  | Bilal "The Chef" Hajji Kinnda "Kee" Hamid Lott RedOne                   | RedOne              | 3:40    |  |
| 17.            | "Want You"                       | Johannes Joergensen Daniel "Obi" Klein Lott Tim McEwan                  | Deekay              | 3:58    |  |
| 18.            | "Broken Arrow"                   | Cunnigham Gad Lott                                                      | Gad                 | 3:37    |  |
| 19.            | "Coming Home" (com Jason Derulo) | Sirach Charles Jason Derulo Lott                                        | James F Reynolds    | 3:36    |  |
| 20.            | "Doing Fine (Without You)"       | Chris Braide Cathy Dennis Lott                                          | Braide              | 3:09    |  |
| 21.            | "Can't Make This Over"           | Daniel Bedingfield Eve Nelson                                           | John Shanks         | 3:31    |  |
| 22.            | "Catching Snowflakes"            | Teemu Brunila Lott                                                      | Jay Reynolds        | 2:09    |  |
| Duração total: | Duração total:                   | Duração total:                                                          | Duração total:      | 76:04   |  |

Notas
- "Coming Home" contém elementos de "(I Just) Died in Your Arms", composta por Nicholas Van Eede.[9]